# Delpinoina lusitanica
Delpinoina lusitanica är en svampart som först beskrevs av Pass. & Thüm., och fick sitt nu gällande namn av Carl Ernst Otto Kuntze 1891. Delpinoina lusitanica ingår i släktet Delpinoina och familjen Ascodichaenaceae.   Inga underarter finns listade i Catalogue of Life.